# Lago Martiánez

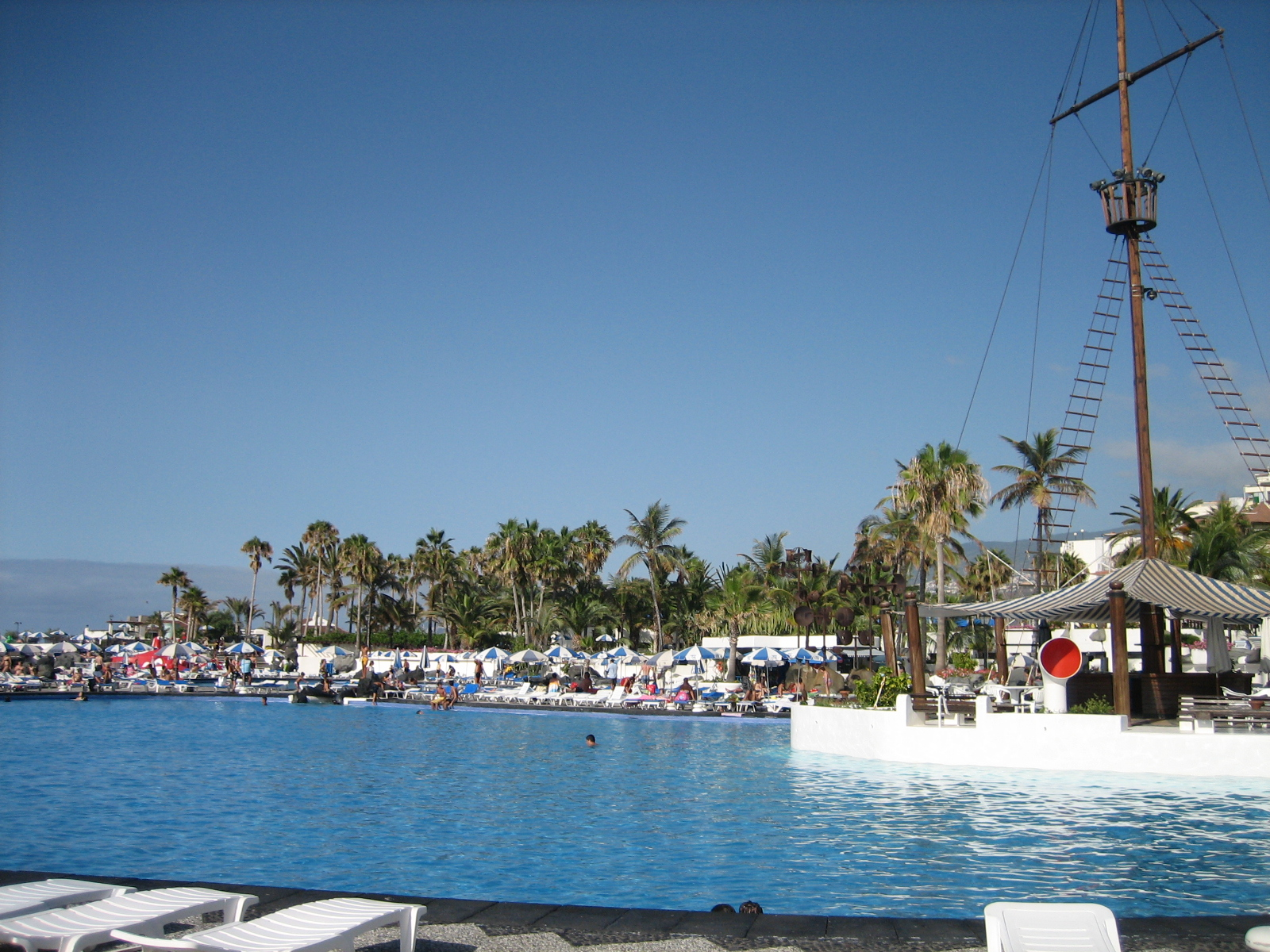
Lago Martiánez

Lago Martiánez is een recreatiecomplex in Puerto de la Cruz (Tenerife, Canarische Eilanden, Spanje). Het is circa 100.000 vierkante meter groot en bestaat uit een kunstmatig meer in het midden, alsmede een aantal zwembaden, tuinen, terrassen en restaurants. Vulkaansteen domineert het complex, dat werd ontworpen door de architect César Manrique. Hij combineerde elementen uit zijn eigen visie met lokale aspecten, zoals erkertorens, palissades en zeezicht. Naast architectuur bestaat het complex uit een reeks sculpturen gemaakt door César Manrique.

## Eerste fase
Lago Martiánez werd aangelegd op een terrein, genaamd Llanos de Martiánez, dat uit plassen (zoals La Coronela en La Soga) en een strand bestond. Eind negentiende eeuw en begin twintigste eeuw bezochten badgasten Llanos de Martiánez al.
De eerste fase van het project betrof het gedeelte van de gemeentelijke zwembaden, voorheen bekend onder de naam ‘los Alisios’. Ingenieur Juan Alfredo was verantwoordelijk voor het technisch gedeelte, terwijl César Manrique het creatieve en artistieke aspect voor zijn rekening nam. Laatstgenoemde integreerde de traditionele architectuur van de Canarische Eilanden, waaronder flora en fauna elementen, met authentieke en innovatieve sculpturen. Voorbeelden daarvan zijn ‘La Jibia’ (inktvis) en ‘los Alisios’.
De zwembaden met een oppervlakte van 8.000 vierkante meter gingen in 1971 open. Het complex bestond toen uit twee zwembaden voor volwassenen, een kinderzwembad en de bars ‘los Alisios’ en ‘la Isla’. De integratie van de mechanische installaties voor het vullen van de zwembaden met gefilterd zeewater is in lijn met het artistiek karakter van het bouwwerk.

## Tweede fase
Na het succes van de eerste fase ging de gemeente Puerto de la Cruz verder met de tweede fase. In 1975 startte het project, met hetzelfde technisch en artistiek team, dat op 30 april 1977 werd afgerond. Het betrof de aanleg van een meer met gefilterd zoutwater in de vorm van een enorme groene smaragd, omringd door solaria, stranden en tuinen. Het meer en de bijbehorende eilanden hebben een oppervlakte van 33.000 vierkante meters, waarvan 15.000 water.
Van 2004 tot 2006 werd het complex vernieuwd en verbeterd met onder andere verlichting voor de zwembaden en wandelpaden. Dat alles vond plaats onder toezicht van de Fundación César Manrique, die waakt over het werk van de architect. In juli 2006 werd het complex opnieuw geopend met in het midden van het meer de oude Sala Andrómeda. Laatstgenoemde ruimte herbergt het casino van Puerto de la Cruz, dat voorheen onderdeel uitmaakte van Hotel Taoro (Puerto de la Cruz).

## Afbeeldingen

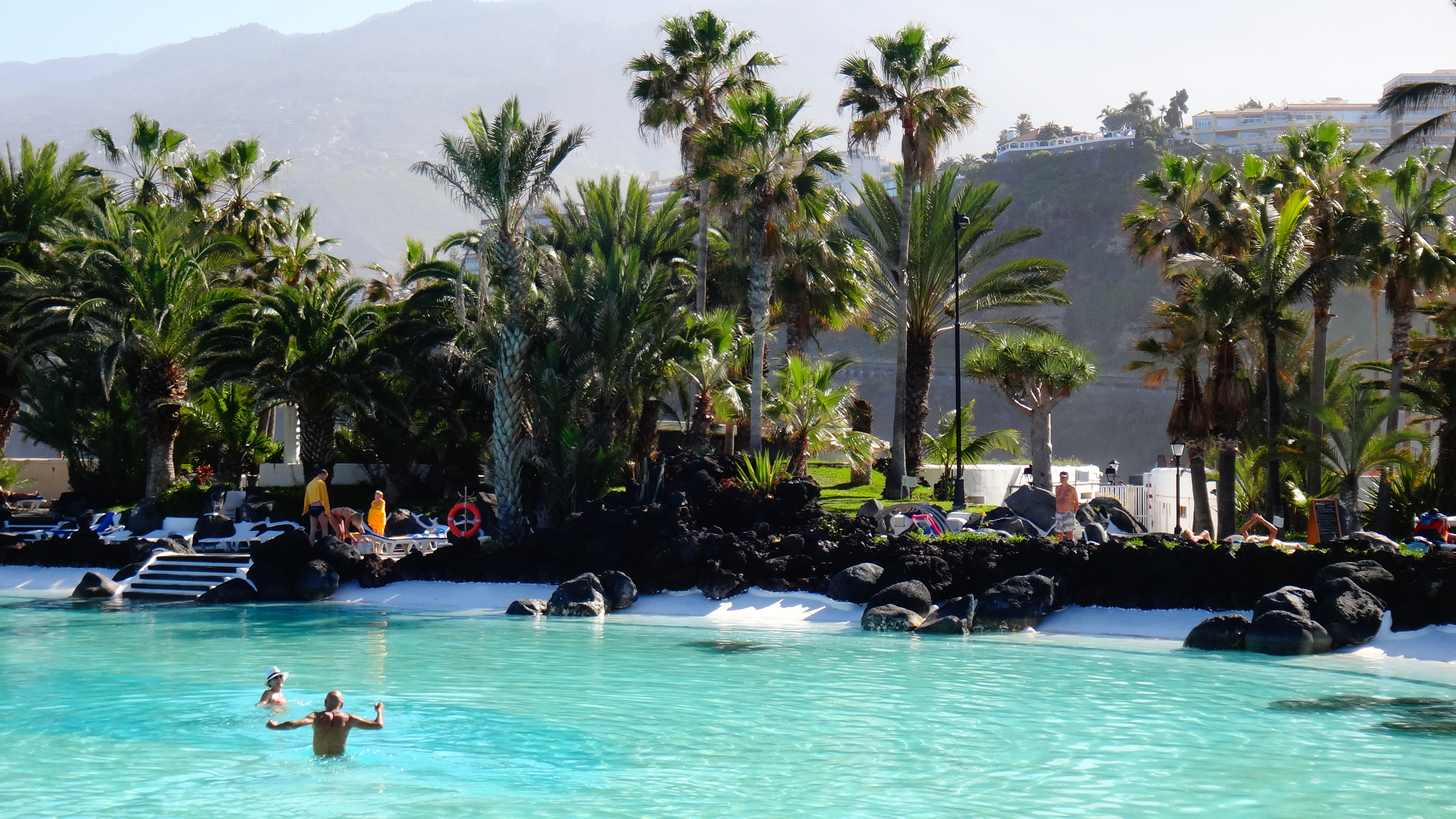
Lago Martiánez
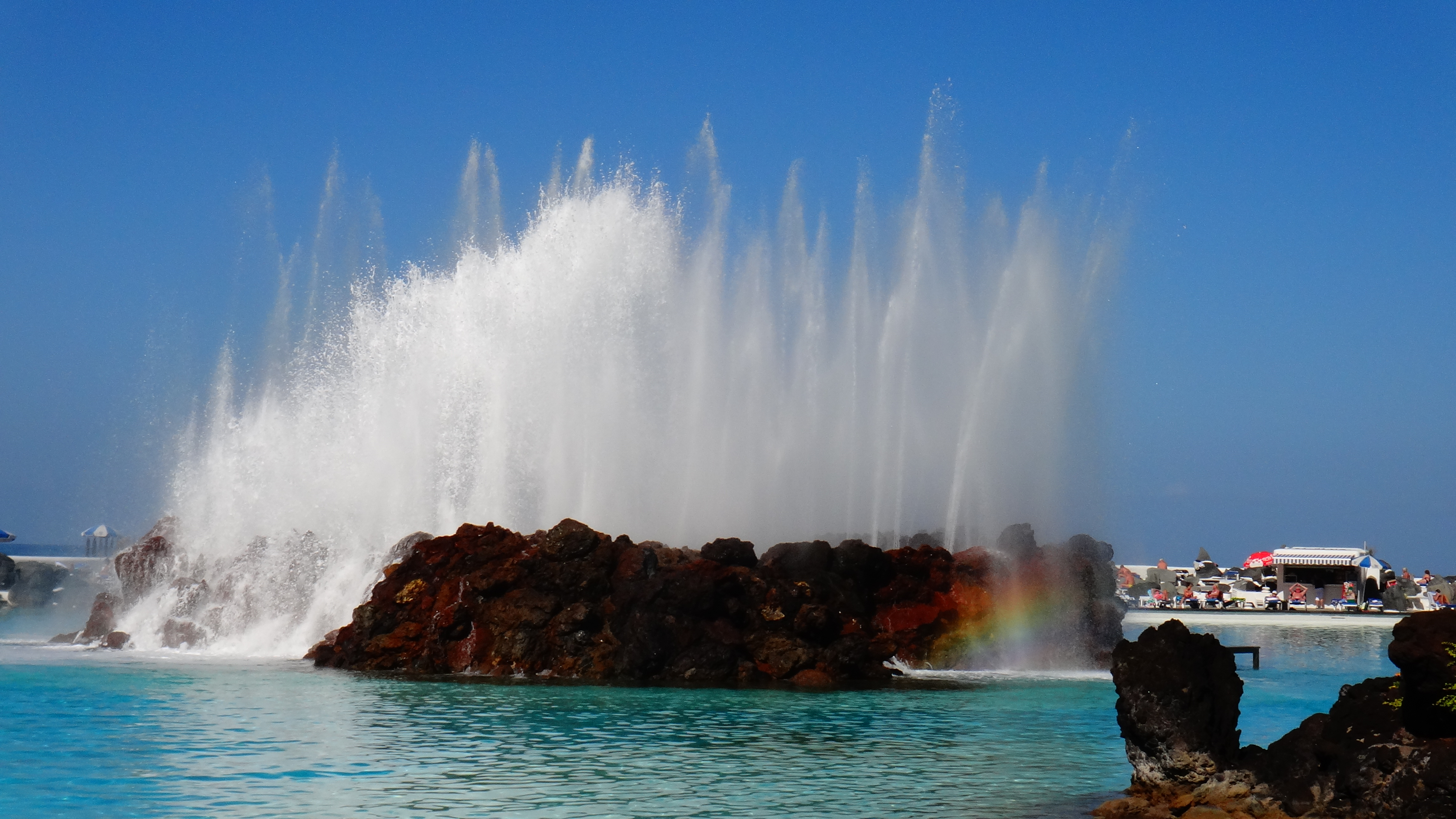
Fontein
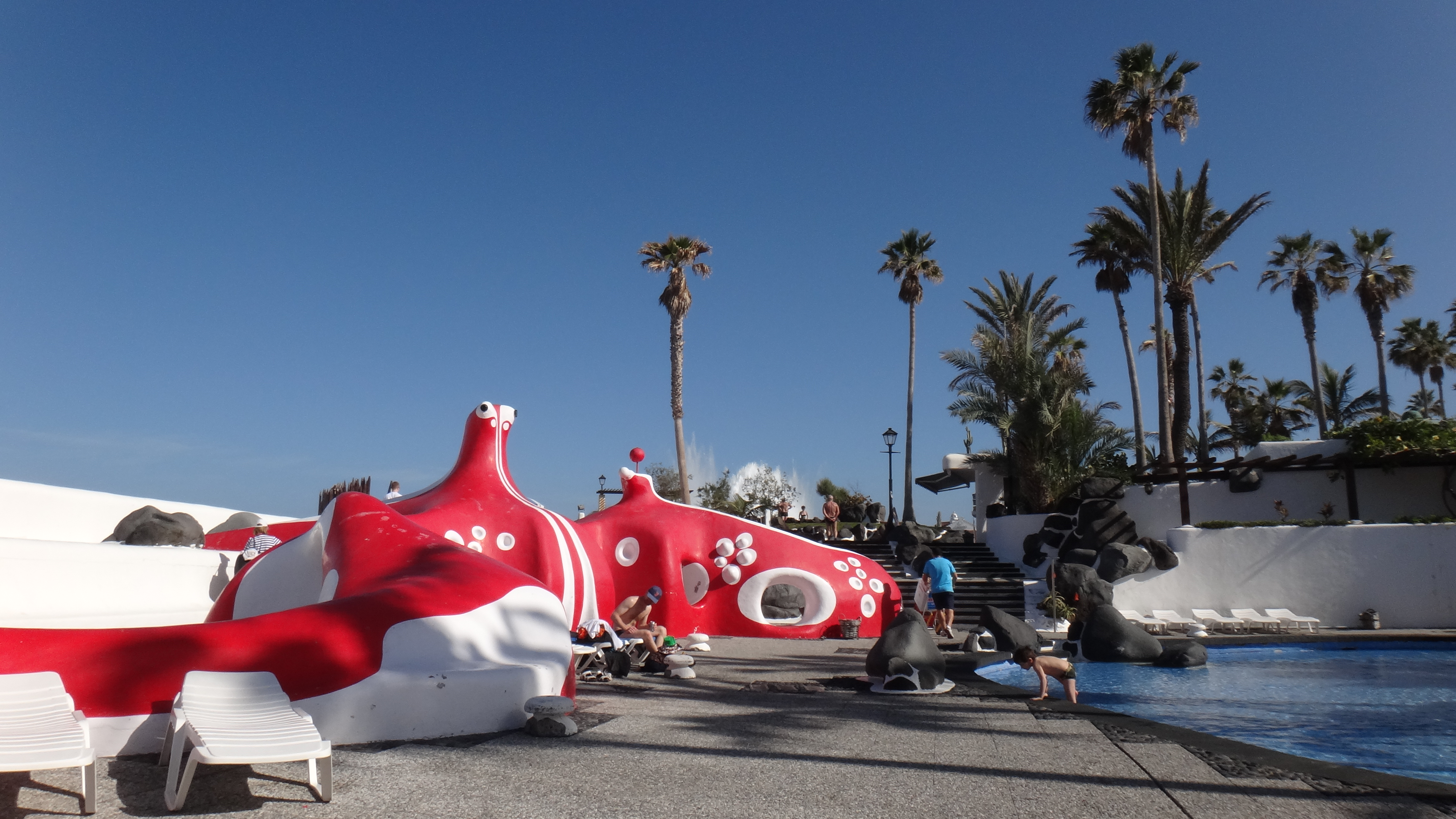
La Jibia
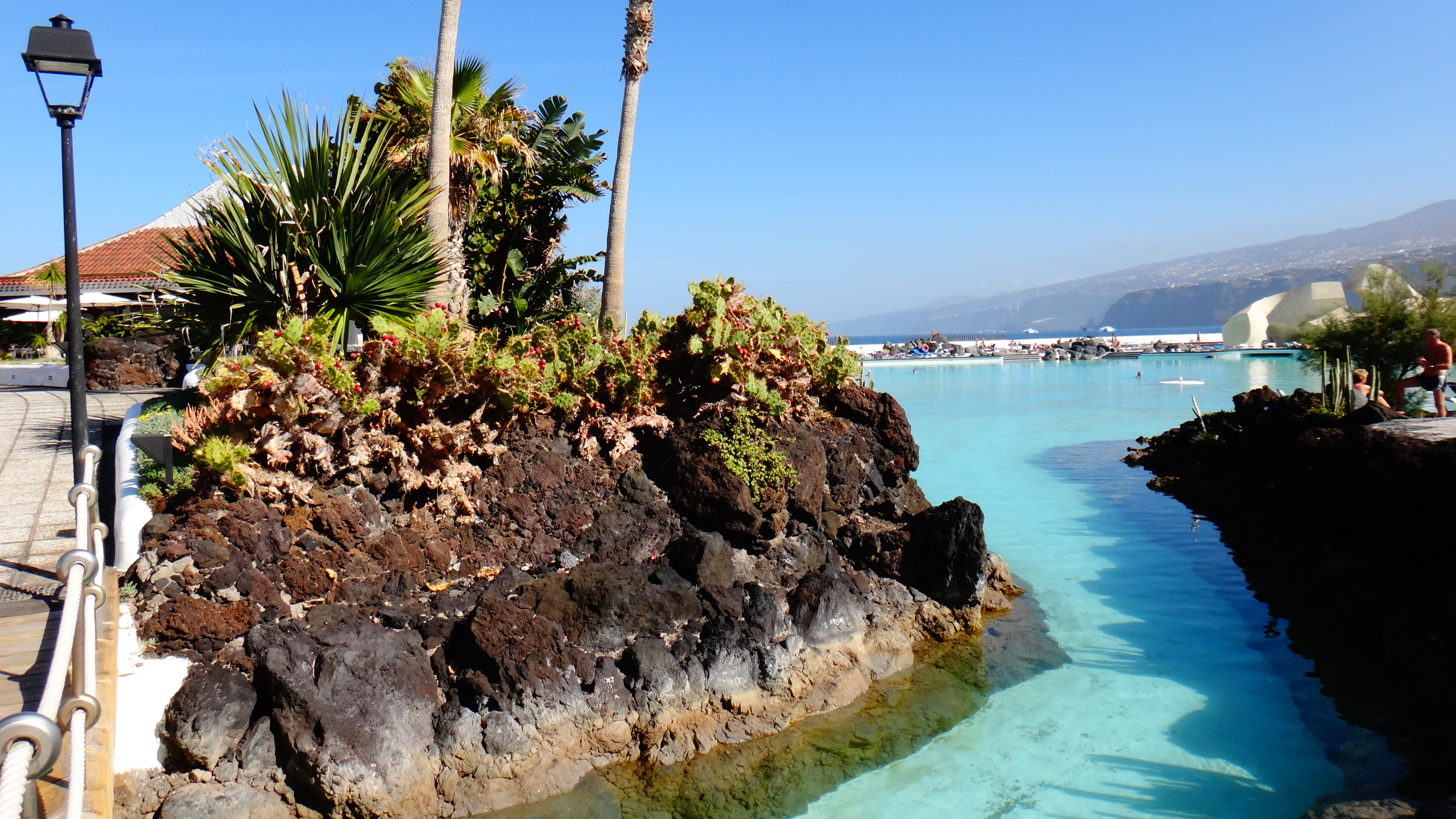
Vulkaansteen